# جولي مور
جولي مور (بالإنجليزية: Julie Moore)‏ هي ممرضة بريطانية، ولدت في 18 أغسطس 1958.